# Acanthomorpha
Acanthomorpha – takson obejmujący wyżej rozwinięte ewolucyjnie rzędy ryb doskonałokostnych (Teleostei). Większość z tych ryb charakteryzuje się obecnością twardych promieni w płetwach brzusznych, grzbietowej i odbytowej. Znanych jest wiele gatunków kopalnych zaliczanych do tej grupy. Najstarsze pochodzą z triasu Polski
Monofiletyzm Acanthomorpha potwierdziły badania morfologiczne (Stiassny, Johnson i Patterson) oraz wiele badań molekularnych.
Poniższy kladogram przedstawia relacje pokrewieństwa Acanthomorpha według Johnsona i Pattersona (1993).
|                    | wąsatkopodobne (Polymixiomorpha)                                                                         |
|                    | |
| Holacanthopterygii | \| \| pseudokolcopłetwe (Paracanthopterygii) \| \| \| \| \| \| kolcopłetwe (Acanthopterygii) \| \| \| \| |
|                    | \| \| pseudokolcopłetwe (Paracanthopterygii) \| \| \| \| \| \| kolcopłetwe (Acanthopterygii) \| \| \| \| |
|                    | pseudokolcopłetwe (Paracanthopterygii)                                                                   |
|                    | |
|                    | kolcopłetwe (Acanthopterygii)                                                                            |
|                    | |

|  | pseudokolcopłetwe (Paracanthopterygii) |
|  |                                        |
|  | kolcopłetwe (Acanthopterygii)          |
|  |                                        |

|                    | wąsatkopodobne (Polymixiomorpha)                                                                         |
|                    | |
| Holacanthopterygii | \| \| pseudokolcopłetwe (Paracanthopterygii) \| \| \| \| \| \| kolcopłetwe (Acanthopterygii) \| \| \| \| |
|                    | \| \| pseudokolcopłetwe (Paracanthopterygii) \| \| \| \| \| \| kolcopłetwe (Acanthopterygii) \| \| \| \| |
|                    | pseudokolcopłetwe (Paracanthopterygii)                                                                   |
|                    | |
|                    | kolcopłetwe (Acanthopterygii)                                                                            |
|                    | |

|  | pseudokolcopłetwe (Paracanthopterygii) |
|  |                                        |
|  | kolcopłetwe (Acanthopterygii)          |
|  |                                        |